# Anatole Novak
Anatole Novak (La Mure, 12 februari 1937 – Pierre-Châtel, 5 januari 2022) was een Frans wielrenner.

## Carrière
Novak werd professioneel wielrenner in 1956, hij won in 1961 een rit in de Ronde van Frankrijk en in 1966 het eindklassement in Parijs-Luxemburg. Hij was helper van onder meer Jacques Anquetil, Lucien Aimar, Roger Pingeon en Luis Ocaña.
Hij overleed op 84-jarige leeftijd.

## Palmares
1960
1e etappe (deel A) Ronde van de Aude
7e etappe (deel A) Critérium du Dauphiné Libéré
1961
4e etappe Ronde van Frankrijk
2e etappe GP de Fourmies
1e etappe Tour du Nord
1962
3e etappe (deel A, TTT) Parijs-Nice
1963
1e etappe Ronde van de Oise
1964
1e etappe (deel B) Parijs-Nice
1965
Ronde van de Herault
1e etappe (deel B, TTT) Ronde van Frankrijk
1966
Eindklassement Parijs-Luxemburg
2e etappe Ronde van Catalonië
1967
Circuit des Boucles de la Seine
1970
10e etappe Ronde van Spanje

### Resultaten in voornaamste wedstrijden
| Jaar | Ronde van Italië | Ronde van Frankrijk | Ronde van Spanje |
| ---- | ---------------- | ------------------- | ---------------- |
| 1961 |                  | opgave (1)          |                  |
| 1962 |                  | 76e                 |                  |
| 1963 |                  | 59e                 | 19e              |
| 1964 |                  | 81e (laatste)       |                  |
| 1965 |                  | 66e                 | opgave           |
| 1966 |                  | opgave              |                  |
| 1967 |                  | opgave              |                  |
| 1968 |                  | 50e                 | 49e              |
| 1969 |                  | opgave              |                  |
| 1970 |                  | opgave              | 55e (1)          |
| 1971 |                  |                     | opgave           |
| 1972 |                  |                     | opgave           |

| Jaar | Milaan-San Remo | Ronde van Vlaanderen | Parijs-Roubaix | Ronde van Lombardije |  | WK op de weg |
| ---- | --------------- | -------------------- | -------------- | -------------------- |  | ------------ |
| 1961 |                 |                      | 118e           | 29e                  |  |              |
| 1962 |                 |                      | 30e            |                      |  |              |
| 1963 |                 |                      |                |                      |  |              |
| 1964 |                 |                      | 21e            |                      |  | opgave       |
| 1965 |                 |                      |                |                      |  |              |
| 1966 |                 | 46e                  | 40e            |                      |  |              |
| 1967 |                 |                      |                |                      |  |              |
| 1968 | 71e             |                      |                |                      |  |              |
| 1969 |                 |                      |                |                      |  |              |
| 1970 |                 |                      |                |                      |  |              |
| 1971 |                 |                      |                |                      |  |              |
| 1972 |                 |                      |                |                      |  |              |

Wielerploegen van Anatole Novak
Bergaud ·
Camillo ·
Cartigny ·
Cauvet ·
Champion ·
A. Darrigade ·
R. Darrigade · 
De Wolf ·
Decraeye ·
A. Delort ·
F. Delort ·
Forestier ·
Gaignard ·
de Haan ·
Hugens ·
Ignolin ·
de Jongh · 
Le Hec ·
Lebaube ·
Maliepaard ·
Mastrotto ·
Nédélec ·
Niesten ·
Novak ·
Rentmeester ·
Simon ·
Simpson ·
Thiélin ·
Van Vaerenbergh ·
de Waard ·
Wolfshohl
R. Altig · 
W. Altig ·
Annaert · 
Anquetil ·
Beaumont · 
Belena ·
Bergaud ·
Camillo ·
Cauvet ·
Claud ·
Cousseau ·
Delattre · 
A. Delort ·
F. Delort ·
Dufraisse ·
Elliott ·
Everaert ·
Gandolfo ·
Geldermans ·
Grain ·
Hassenforder ·
Hugens ·
Ignolin ·
Le Dudal · 
Le Hec ·
Lebaube ·
Maliepaard ·
Novak ·
Queheille ·
Raynal ·
de Roo ·
Rostollan ·
Simon ·
Stablinski  ·
Stolker ·
Thiélin ·
Varnajo ·
Zimmermann
R. Altig · 
W. Altig ·
Annaert · 
Anquetil ·
Belena ·
Bourles ·
Cauvet ·
Charruau ·
Crinnion ·
Dejouhannet · 
Delattre · 
A. Delort ·
F. Delort ·
Ducard ·
Dufraisse ·
Elliott ·
Eugène · 
Everaert ·
Gaignard ·
Gandolfo ·
Geldermans ·
Grain ·
den Hartog ·
Ignolin ·
Le Dudal · 
Le Her ·
Le Hir ·
Lebaube ·
Lute ·
Maliepaard ·
Mazeaud ·
Munter ·
Novak ·
de Roo ·
Rostollan ·
Simon ·
Stablinski ·
Stolker ·
Thiélin ·
Thomin ·
Varnajo ·
Zimmermann
Aimar · 
Anquetil ·
Beuffeuil ·
Denson ·
Elliott ·
Everaert ·
Graczyk ·
Grain ·
den Hartog ·
Ignolin ·
Jourden ·
Le Dudal · 
Lebaube ·
Lemeteyer ·
Lute ·
Martin ·
Novak ·
Poppe ·
Quesne ·
Rostollan ·
Salmon ·
Stablinski ·
Thiélin ·
Vannitsen ·
Wuillemin
Aimar · 
Annaert ·
Anquetil ·
Denson ·
Everaert ·
Graczyk ·
Grain ·
Hagmann ·
den Hartog ·
Hugens ·
Jiménez ·
Läuppi · 
Lemeteyer ·
Lute ·
Martin ·
Milesi ·
Novak ·
Quesne ·
Stablinski ·
Thiélin ·
Theillière ·
Van De Kerckhove ·
Wuillemin
Adler ·
Aimar · 
Anquetil ·
Berland ·
Bolley ·
Campagnaro ·
Denson ·
Graczyk ·
Grain ·
Guiot ·
den Hartog ·
Jiménez ·
Leduc ·
Lemeteyer ·
Lepachelet ·
Milesi ·
Novak ·
Riotte ·
Stablinski ·
Steegmans ·
Theillière ·
Wolfshohl
Adler ·
Aimar · 
Anquetil ·
Berland ·
Bolley ·
Campagnaro ·
Denson ·
Genty ·
Ghisellini ·
Graczyk ·
Grain ·
Grosskost ·
Guillaume ·
Guiot ·
Haast ·
den Hartog ·
Head ·
Jiménez ·
Lemeteyer ·
Locatelli ·
Milesi ·
Novak ·
Pinault ·
Plent · 

Rousseau ·
Sels ·
Theillière ·
Van Neste ·
Wolfshohl · 
Wright
Aimar · 
Anquetil ·
Balagué ·
Bellone ·
Berland ·
Bolley ·
Crapez (tot 23/09) ·
Echávarri ·
Gautier ·
Genty ·
Ghisellini ·
Grosskost ·
Janssen ·
Leblanc ·
Legein ·
Novak ·
Pérez Francés ·
Pinault ·
Samyn (tot 30/08) · 
Schleck ·
Sels ·
Sohet ·
A. Vasseur ·
S. Vasseur ·
Wolfshohl · 
Wright · 
Yppersiel
Aranzabal · 
Berland ·
Bernet ·
Bolley ·
Crapez ·
Crépel ·
Davaine ·
Doyen ·
D. Ducreux ·
F. Ducreux ·
Genty ·
Grosskost ·
Hamy ·
Janssen ·
Leblanc ·
Masseys ·
Mendiburu ·
Mortensen ·
Novak ·
Ocaña ·
Panagiotis ·
Quinchon ·
Rosiers ·
Santy · 
Schleck ·
Sohet ·
Van Marck ·
A. Vasseur · 
S. Vasseur ·
Verhaegen · 
Wright
Aranzabal · 
Berland ·
Bolley ·
Campaner ·
Crépel ·
Davaine ·
Desmarets ·
Doyen ·
D. Ducreux ·
F. Ducreux ·
Genty ·
Grosskost ·
Guiot ·
Janssen ·
Jiménez · 
Labourdette ·
Leblanc ·
Letort ·
Mendiburu ·
Mortensen ·
Novak · 
Ocaña ·
Palka ·
Pijnen ·
Ronsmans ·
Rosiers ·
A. Santy · 
G. Santy ·
Schleck ·
Sohet ·
Van Der Linde ·
Van Marck ·
A. Vasseur · 
S. Vasseur ·
Verhaegen · 
Wright
Aranzabal · 
Berland ·
Campaner ·
De Boever ·
Desmarets ·
D. Ducreux ·
F. Ducreux ·
Genty ·
Grosskost ·
Labourdette ·
Lapébie ·
Leman ·
Letort ·
Mortensen ·
Novak · 
Ocaña ·
Palka ·
Pijnen ·
Rosiers ·
A. Santy · 
G. Santy ·
Schleck ·
A. Vasseur · 
S. Vasseur